# Người Rakhine
Người Rakhine, trước gọi là người Arakan, người Nhược Khai (若開) là một sắc tộc sinh sống chủ yếu tại Myanmar, Bangladesh và Ấn Độ.
Người Rakhine là dân tộc đa số ở bang Rakhine ở phía Tây Myanmar. Người Rakhine nói tiếng Rakhine (hay tiếng Arakan), được xem là tiếng Myanmar cổ. Hiện nay, hai tộc người Rakhine và người Miến có thể hội thoại được với nhau. Chữ viết tiếng Rakhine, ngoại trừ một số ký tự, giống chữ Myanmar chuẩn.
Người Rakhine chủ yếu theo đạo Phật Thượng tọa bộ.
Trong quá khứ, người Rakhine từng có quốc gia riêng. Vương quốc Mrauk U của người Rakhine từng thống trị khắp một miền rộng lớn là ở phía Tây Myanmar và Đông Bangladesh.